# Château de la Vassaldie
Le Château de la Vassaldie est situé au nord du village de Gout-Rossignol dans le département de la Dordogne.

## Historique
Il date du début du XVIIIe siècle. 
Les façades et toitures du château et des communs, le portail sur cour et les citernes qui l'encadrent, ainsi que, à l'extérieur, l'allée de charmes et l'ensemble des murs de clôture font l'objet d'une inscription au titre des monuments historiques par arrêté du 17 mars 1992. C'est une propriété privée.

## Galerie

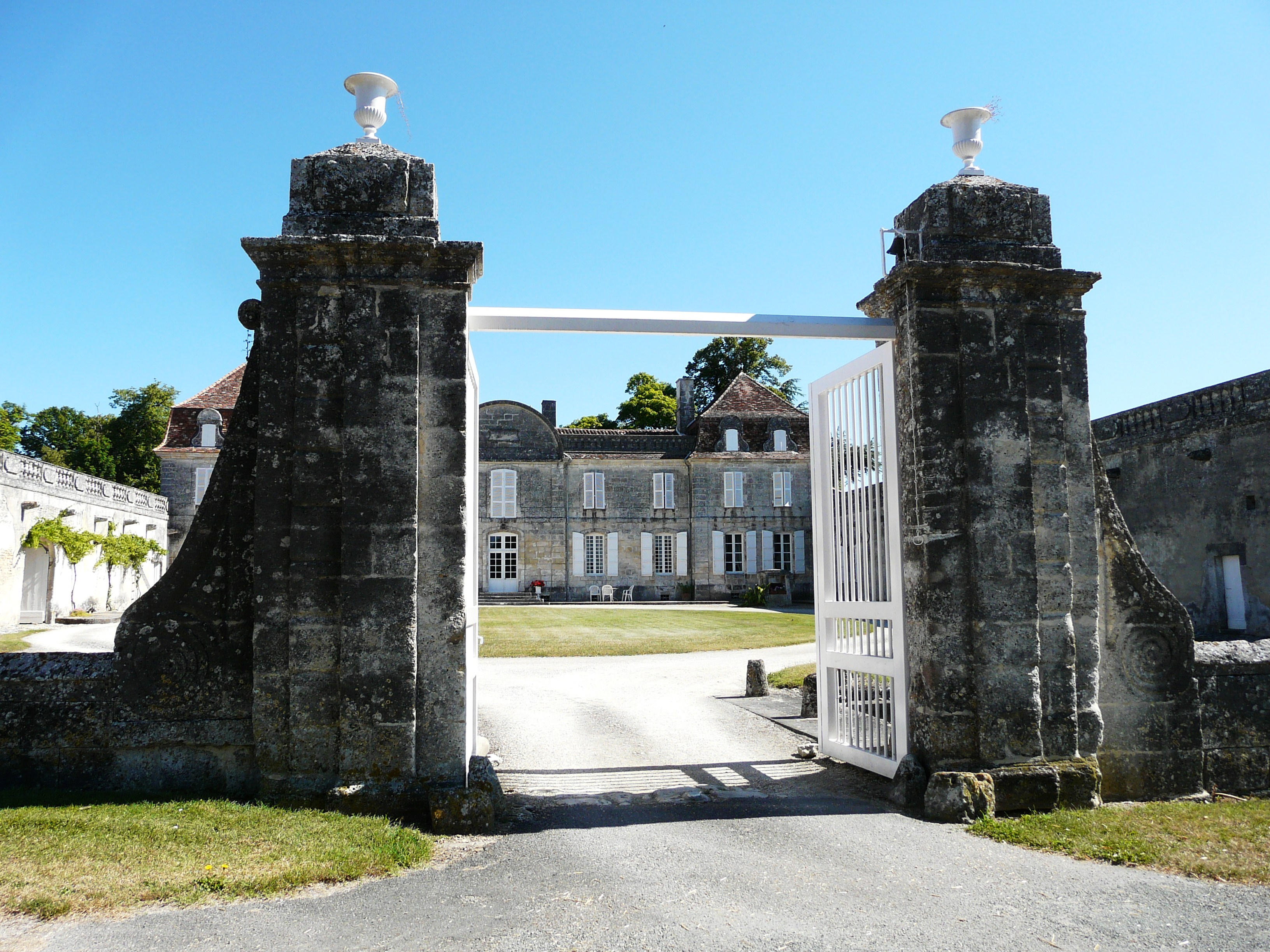
Portail du château
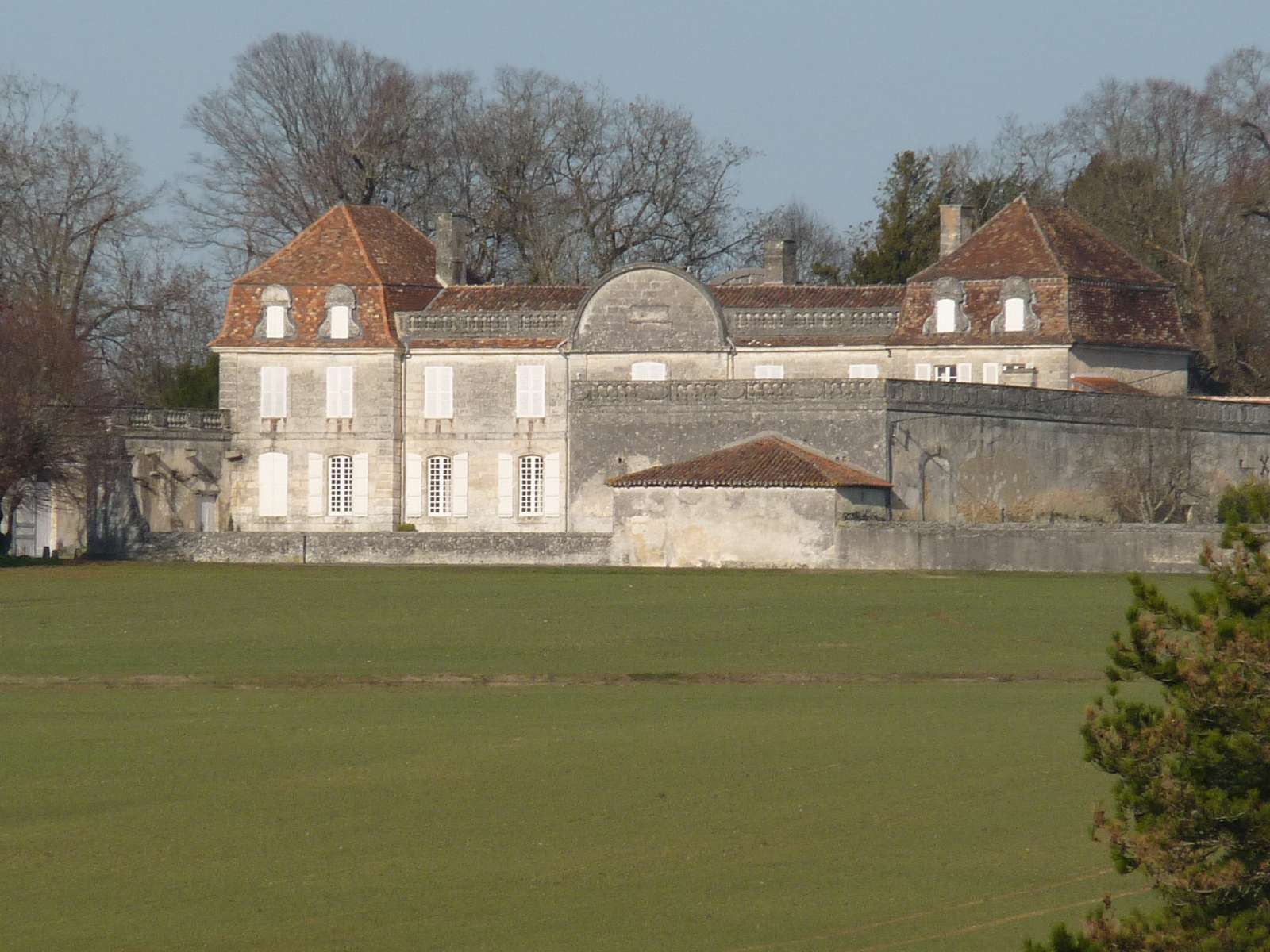
Arrière du château